# Mount St. Helens National Volcanic Monument

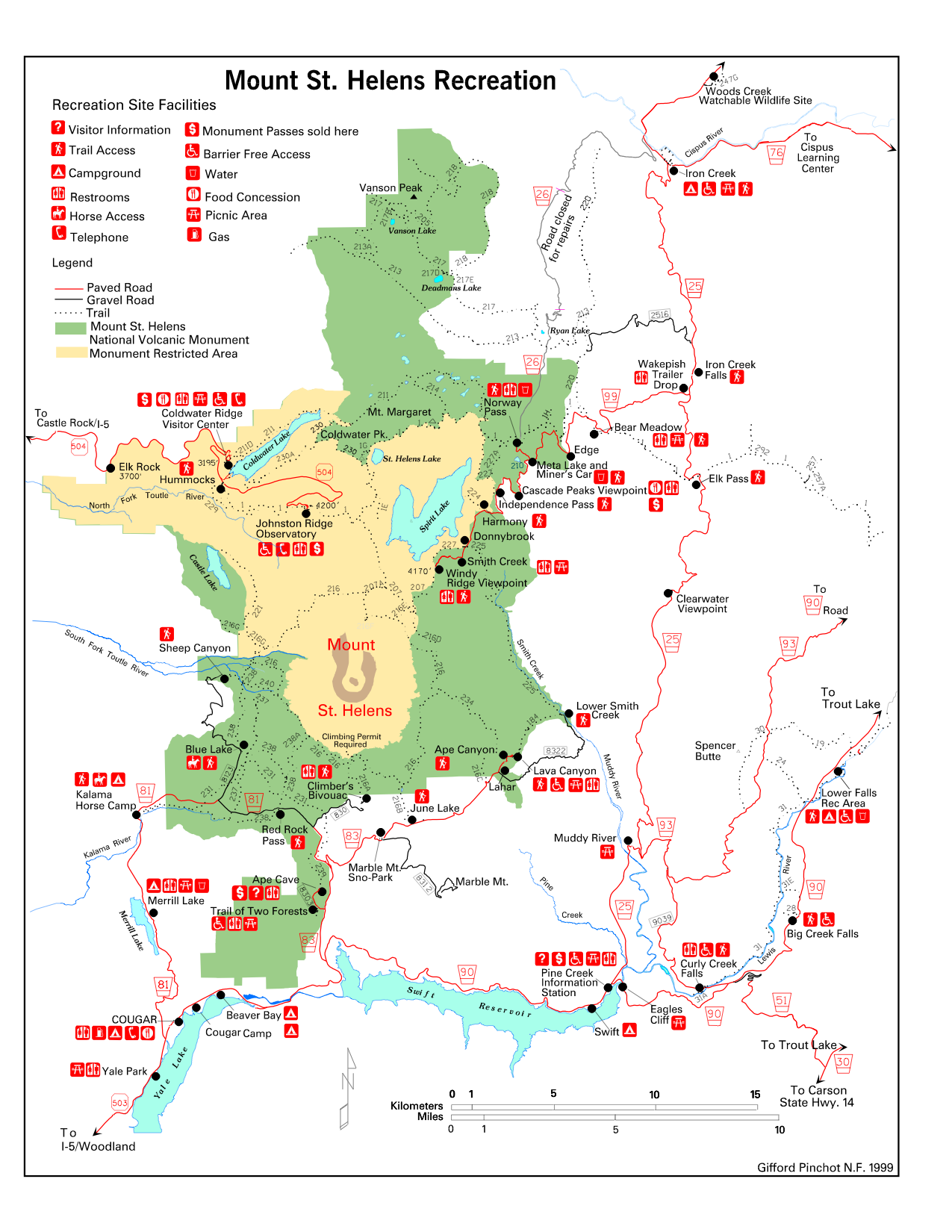
Mapa

Narodowy Pomnik Mount St. Helens zajmuje 445 km² został założony w 1982 roku przez prezydenta Ronalda Reagana. Jest popularnym miejscem wypoczynku i edukacji. W przeciwieństwie do innych narodowych pomników przyroda jest chroniona.